# 제롬 영
제롬 영(영어: Jerome Young, 1976년 8월 14일 ~ )은 미국의 전직 육상 선수이다. 그는 1999년에 도핑으로 적발되었고, 자신의 육상 경력에 어두운 그림자가 드리워지면서 결국 선수 자격 정지 징계를 받았다.

## 인물 정보
그는 코네티컷주 하트퍼드 A.I 프린스 공업 고등학교에 다녔다. 1995년에 고등학교 선배로서, 제롬은 400m에서 45.01의 코네티컷주 기록을 세웠다.
2004년 6월 29일에 IAAF는 다음과 같이 발표했다.
스포츠 중재 재판소는 제롬 영이 무죄 판결을 받았을 때 USATF가 잘못된 결정을 냈다고 판단했고, 이에 따라 제롬 영은 실제로 1999년 6월 26일에 도핑을 저질렀다.
이러한 판결은 1999년 6월 26일부터 2001년 6월 25일까지 그의 모든 결과를 무효화하는데 영향을 주었고, 판결의 날로부터 그는 선수 자격 영구 정지 징계를 받았다. 따라서, 그와 그의 팀 동료는 2000년 올림픽 1600m 계주에서 실격 처리되었다.
스포츠 중재 재판소는 2005년에 제롬의 계주 팀 동료에 대한 2000년 올림픽 금메달을 복원했다.
영과 미국 대표팀은 도핑 위반으로 2003년 세계 선수권 대회 계주에서 실격 처리되었다.
2008년 8월 2일에 국제 올림픽 위원회는 안토니오 페티그루가 도핑을 유도했기 때문에 미국 남자 1600m 계주 팀의 금메달을 박탈했다.
제롬 영은 노스캐롤라이나주 롤리에 있는 밀브룩 고등학교에서 단거리달리기 코치로 일하고있다. 제롬은 고등학교에서 특수 교육을 가르치고 있다.

## 같이 보기
- 남자 1600m 이어달리기 세계 기록 추이